# Berishë e Epërme
Berishë e Epërme lub Berishë e Sipërme – wieś położona w północnej części Albanii w gminie Iballë. Wieś znajduje się 100 kilometrów od stolicy państwa, Tirany.

## Demografia
Według spisu ludności z 1989 roku we wsi Berishë e Epërme mieszkało 426 mieszkańców.